# Pljussa (fiume)
La Pljussa (in russo Плюсса?) è un fiume della Russia nord-occidentale, tributario di destra del Narva. Scorre nell'oblast' di Pskov e di Leningrado. Appartiene al bacino del Mar Baltico.

## Descrizione
Il fiume ha origine dal lago Zapljusskoe; dapprima scorre principalmente verso ovest, poi gira a nord vicino al villaggio di Dobruči. Sfocia nel bacino del Narva (Нарвское водохранилище) a nord della città di Slancy. Prima della formazione del bacino idrico, scorreva direttamente nel fiume Narva. La Pljussa ha una lunghezza di 281 km; l'area del suo bacino è di 6 550 km².
Il letto del fiume è tortuoso e sabbioso. Gli argini nel corso superiore e medio sono alti e asciutti, paludosi in alcuni punti verso la foce. Durante la piena, il fiume straripa fortemente. Nella città di Slancy ci sono rapide sul fiume. Il consumo medio annuo di acqua nell'area di Slancy è di 46,3 m³/s. Il suo maggior affluente è la Ljuta (lungo 96 km) proveniente dalla sinistra idrografica. Il fiume attraversa molti villaggi e centri abitati, tra cui l'omonimo insediamento di tipo urbano di Pljussa.